# 烏喬諾克島
烏喬諾克島是俄羅斯的島嶼，屬於北地群島的一部分，位於共青團員島西北10公里的喀拉海，由克拉斯諾亞爾斯克邊疆區負責管轄，長0.95公里，最高點海拔高度13米，島上無人居住。